# Batrachuperus karlschmidti
Batrachuperus karlschmidti — хвостатое земноводное («тритон») из семейства углозубов (Hynobiidae). Тритон средних размеров, 9 — 17 см. Окраска спины и брюха однотонная, без заметных пятен.

## Распространение и среда обитания
Юго-восток Тибетского автономного района, юго-запад Ганьсу и северо-запад Сычуани в Юго-Западном Китае. Населяет горные районы на высоте 1800 — 4000 м над у. м. Вид довольно обычен в пределах своего ареала.

## Образ жизни
Постоянноводный вид. Зрелые взрослые обычно держаться под камнями на относительно спокойных участках у берегов горных потоков, иногда в скальных расщелинах. Молодых тритонов находили в медленно текущих притоках, в то время как мелкие личинки живут в небольших ручьях.
Размножение происходит в мае — августе. Самки прикрепляют яйцевые мешки к находящимся под водой камням.